# Борис Спремо
Борис Спремо (Сушак, код Ријеке, 20. октобар 1935 — Торонто, 21. август 2017) био је канадски фоторепортер српског порекла.
Добитник је ордена Канаде што је највише канадско државно признање.

## Биографија
Борис Спремо рођен је у Сушку, код Ријеке, 20. октобра 1935. године.
Одрастао је у Београду где је завршио факултет на београдском Институту за кинематографију. Живео је на Ђерму, на Булевару, све до 1957. године када је без пасоша избегао из земље према граници Словеније и Италије и настанио се прво у Паризу а затим у Канади.
Запослио се у канадским новинама Globe and Mail и завршио је каријеру радећи за Торонто стар где је назван „легендом фотожурнализма”. Освојио је велики број регионалних и интернационалних награда за свој рад. Остао је активан као фотограф до краја живота.
Спремо је био сарадник и почасни члан Урбаног књижевног круга у Канади. Крајем октобра 2013. је ушао у Новинарску Кућу славних у Канади, као мајстор фотографије.
Преминуо је 21. августа 2017. од компликација мултиплог мијелома.